# SMW (motorfiets)
SMW is een Duits historisch merk van motorfietsen.
De bedrijfsnaam was: Stockdorfer Motoren- Werk AG, Stockdorf bei München.
Van 1922 tot 1924 werd in dit bedrijf het merk Karü geproduceerd. Net als in de Karü-modellen en het later hieruit ontstane merk KR werden in de SMW-motorfietsen BMW- en in licentie geproduceerde Bosch-Douglas-boxermotoren ingebouwd. Vanaf 1926 waren de SMW-motorfietsen exacte kopieën van de BMW, met uitzondering van de motor, die van Blackburne kwam.
Vanaf 1928 kwamen er SMW-modellen met 196cc-Villiersblokken, 496- en 596cc-Blackburne-zij- en kopklepmotoren en 198- en 498cc-Sturmey-Archer-motoren. De productie eindigde in 1933.
Bij SMW werden ook motorfiets-ski's (Schneekufen) gemaakt. Constructeur was dezelfde Karl Rühmer die ook de Karü- en KR-modellen ontwikkeld had.